# Tokyo Masters
Das British Caledonian Tokyo Masters 1987 war ein professionelles Snookereinladungsturnier im Rahmen der Saison 1987/88. Es wurde vom 28. bis zum 31. August 1987 im Tokyo Hilton in der japanischen Hauptstadt Tokio ausgetragen. Sieger der einzigen Austragung des Turnieres wurde der Nordire Dennis Taylor, der im Finale den Waliser Terry Griffiths mit 6:3 besiegte. Griffiths spielte mit einem 118er-Break das einzige Century des Turnieres und damit das höchste Turnierbreak.
Das Tokyo Masters war das erste von drei Turnieren der von Barry Hearns Firma Matchroom Sport ausgetragenen World Series 1987.

## Preisgeld
Bei den Turnieren der World Series gab es ein festes Preisgeld, welches insgesamt 100.000 Pfund Sterling pro Turnier betrug. Zusätzlich erhielt der Gewinner der World Series ein Extrapreisgeld.
|                 | Preisgeld  |
| --------------- | ---------- |
| Sieger          | 30.000 £   |
| Finalist        | 18.000 £   |
| Halbfinalist    | 12.000 £   |
| Viertelfinalist | 7.000 £    |
| Insgesamt       | 1000.000 £ |

## Turnierverlauf
Zum Turnier wurden acht Spieler eingeladen, welche im K.-o.-System um den Turniersieg spielten. Das Viertelfinale wurde im Modus Best of 3 Frames, das Halbfinale im Modus Best of 5 Frames und das Finale im Modus Best of 11 Frames.

|  | Viertelfinale Best of 3 Frames | Viertelfinale Best of 3 Frames |               |   | Halbfinale Best of 5 Frames | Halbfinale Best of 5 Frames |  |  | Finale Best of 11 Frames | Finale Best of 11 Frames |
|  |                                |                                |               |   |                             |                             |  |  |                          |                          |
|  | Steve Davis                    | 2                              |               |   |                             |                             |  |  |                          |                          |
|  | Willie Thorne                  | 0                              |               |   |                             |                             |  |  |                          |                          |
|  | Willie Thorne                  | 0                              | Steve Davis   | 2 |                             |                             |  |  |                          |                          |
|  |                                |                                | Steve Davis   | 2 |                             |                             |  |  |                          |                          |
|  |                                | Dennis Taylor                  | 3             |   |                             |                             |  |  |                          |                          |
|  | Dennis Taylor                  | Dennis Taylor                  | 3             | 2 |                             |                             |  |  |                          |                          |
|  | Dennis Taylor                  |                                |               | 2 |                             |                             |  |  |                          |                          |
|  | Tony Meo                       | 1                              |               |   |                             |                             |  |  |                          |                          |
|  |                                |                                | Dennis Taylor | 6 |                             |                             |  |  |                          |                          |
|  |                                | Terry Griffiths                | 3             |   |                             |                             |  |  |                          |                          |
|  | Stephen Hendry                 | 0                              |               |   |                             |                             |  |  |                          |                          |
|  | Jimmy White                    | 2                              |               |   |                             |                             |  |  |                          |                          |
|  | Jimmy White                    | 2                              | Jimmy White   | 0 |                             |                             |  |  |                          |                          |
|  |                                |                                | Jimmy White   | 0 |                             |                             |  |  |                          |                          |
|  |                                | Terry Griffiths                | 3             |   |                             |                             |  |  |                          |                          |
|  | Terry Griffiths                | Terry Griffiths                | 3             | 2 |                             |                             |  |  |                          |                          |
|  | Terry Griffiths                |                                |               | 2 |                             |                             |  |  |                          |                          |
|  | Neal Foulds                    | 1                              |               |   |                             |                             |  |  |                          |                          |

### Finale
Der Nordire Dennis Taylor hatte im Halbfinale in einer Neuauflage des als Jahrhundertmatch bezeichneten WM-Finalspiels 1985 den Engländer Steve Davis, knapp mit 3:2 besiegt. Sein Gegner, der Ex-Weltmeister Terry Griffiths, konnte dagegen seinen Halbfinalgegner Jimmy White mit einem whitewash aus dem Turnier werfen.
Taylor erwischte den besseren Start und ging mit 2:0 in Führung, ehe Griffiths den dritten Frame zum 2:1 gewann. Durch zwei 50er-Breaks in den beiden darauffolgenden Frames konnte Taylor seine Führung erst auf 4:1 und mit dem nächsten Frame auf 5:1 ausbauen. Griffiths konnte noch auf 5:3 herankommen, ehe Taylor mit 54:44 den neunten Frame zum Turnier- und Matchgewinn gewann
| Finale: Best of 11 Frames Tokyo Hilton, Tokio, Japan, 31. August 1987 |                |                 |
| Dennis Taylor                                                         | 6:3            | Terry Griffiths |
| 75:61; 63:9; 22:73; 115:0 (53); 96:4 (55); 85:29; 22:68; 42:89; 54:44 |                |                 |
| 55                                                                    | Höchstes Break | –               |
| –                                                                     | Century-Breaks | –               |
| 2                                                                     | 50+-Breaks     | –               |